# Pango
Pango – biblioteka udostępniana na zasadach Wolnego i Otwartego Oprogramowania, odpowiedzialna za wygląd i renderowanie tekstu.
Biblioteka Pango wykorzystywana jest głównie w środowisku graficznym GNOME w powiązaniu z biblioteką GTK+.
Dzięki budowie modułowej biblioteka może być wykorzystywana z różnymi bibliotekami renderującymi, np. cairo (grafika wektorowa), Uniscribe, Xft.